# Potter, Nebraska
Potter är en ort (village) i Cheyenne County i västra delen av den amerikanska delstaten Nebraska. Orten ligger vid vattendraget Lodgepole Creek och Interstate 80 mellan städerna Kimball och Sidney. Potter hade 337 invånare vid 2010 års federala folkräkning.

## Historia
Orten grundades vid den transamerikanska järnvägen 1870 och döptes efter en av Union Pacifics aktieägare, nordstatsgeneralen Robert Brown Potter (1829–1887). Orten fick kommunalt självstyre som village 1877. I Potter registrerades 6 juli 1928 det största hagelkornet någonsin i USA, omkring 18 cm i diameter och 700 gram tungt. Ett lika stort hagelkorn registrerades även 2003 i Aurora, Nebraska.

## Kommunikationer
Potter har en station på Union Pacifics transkontinentala linje, som idag enbart används för godstrafik. Genom stadens södra utkant passerar även den gamla öst-västliga landsvägen U.S. Route 30 och ytterligare någon kilometer söder om staden passerar den moderna kust-till-kust-motorvägen Interstate 80.